# Тер-Оганьян Авдій Степанович
Авдій Степа́нович Тер-Оганья́н (рос. Авде́й Степа́нович Тер-Оганья́н; нар. 9 грудня 1961, Ростов-на-Дону) — російський художник, засновник товариства «Искусство или смерть», галереї в Трьохпрудному провулку (Ростов-на-Дону), галереї «Вперед!» (Ростов-на-Дону). Перший художник-політемігрант в історії пост-совєцької Росії.

## Біографія
Народився 9 грудня 1961 року в Ростові-на-Дону. Був учасником клубу «Это». З 1978 по 1982 рік вчився в Ростовському художньому училищі ім. М. Б. Грекова, яке так і не закінчив, оскільки двічі був з нього виключеним за "естетичну несумісність". В 1988 році в Ростові-на-Дону заснував товариство «Искусство или смерть». В 1988 році вперше в Росії організував виставку товариства в ростовському громадському туалеті на газетному провулку. В 1989 році переїхав жити до Москви. Керував галереєю в Трьохпрудному провулку, галереєю «Вперед!».
У 1995—1998 роках керував «Школою сучасного мистецтва» («Школа современного искусства»), в якій навчав підлітків (в тому числі свого сина) теорії та практиці авангардного та пост-авангардного мистецтва, частина з них почала діяти як товариство "Радек".
На виставці «Арт Манеж-98» 4 грудня 1998 року Авдей Тер-Оганьян виступив з перформансом «Юный безбожник», після чого проти нього було відкрито кримінальну справу за звинуваченням в розпалювання релігійної ворожнечі. Не дочекавшись суду, Авдій Тер-Оганьян емігрував та отримав політичний притулок в Чехії. Жив та працював у Берліні, де поновив роботу «Школы современного искусства» та галереї «Вперед!».
Наразі мешкає та працює у Празі.

## Роботи Тер-Оганьяна на виставці «Російський контрапункт» в Луврі
В вересні 2010 року роботи Авдія Тер-Оганьяна з серії друкованих робіт «Радикальний абстракціонізм» («Радикальный абстракционизм») (2004) були виключені з програми виставки, що планувалася в рамках року Росії у Франції.
Як висловився представник Державного центру сучасного мистецтва Російської Федерації, роботи Тер-Оганьяна було вирішено не відправляти за кордон, оскільки вони «містять заклик до насильницької зміни конституційного ладу Російської Федерації, а також заклик, спрямований на розпалювання міжрелігійної ненависті та ворожнечі». «Ці роботи з серії „Радикальный абстракционизм“ не отримали дозволу на вивезення, тому лишилися в Москві».